# Franco Bixio
Franco Bixio (Roma, 29 gennaio 1950) è un compositore italiano.

## Carriera
Figlio di Cesare Andrea Bixio, ha iniziato la sua attività professionale come autore di musiche per film. Ha composto oltre settanta colonne sonore, tra le quali quelle di grandi classici della commedia italiana come Fantozzi e Febbre da cavallo, scritte insieme a Fabio Frizzi e Vince Tempera. Negli anni settanta ha fondato a Roma gli Studi Trafalgar, un centro per la produzione e la post-produzione audiovisiva. Dal 1990 gestisce il Gruppo Editoriale Bixio, che ha al suo attivo un catalogo editoriale storico di canzoni e di oltre mille colonne sonore, e la casa discografica Cinevox Record, dedicata alla produzione di musica da film.
Nel corso degli anni si è concentrato sulla produzione di colonne sonore per fiction TV e sulla riedizione del catalogo.
Nel 1993 ha fondato l'etichetta Musikstrasse, dedicata a valorizzare repertori di musica classica inediti o raramente eseguiti, promuovendo giovani talenti emergenti.
Insieme al maestro Lotoro, pianista e ricercatore, ha realizzato per Musikstrasse una collana discografica con le registrazioni di tutte le musiche composte nei campi di concentramento dal 1933 al 1945, e il documentario Musica concentrationaria, con interviste ai musicisti sopravvissuti alla Shoah.
Dal 1998 al 2004 Franco Bixio è stato presidente dell'A.F.I. (Associazione dei Fonografici Italiani), mantenendo successivamente la carica di consigliere.

## Colonne sonore
- L'invasione - Marte attacca Terra, regia di Francis D. Lyon (1966)
- Ed ora... raccomanda l'anima a Dio!, regia di Demofilo Fidani (1968)
- Les biches - Le cerbiatte, regia di Claude Chabrol (1968)
- Fiamme sur l'Adriatique (La battaglia del Mediterraneo), regia di Alexandre Astruc (1968)
- Stephane, una moglie infedele, regia di Claude Chabrol (1969)
- Deserto di fuoco, regia di Renzo Merusi (1970)
- Un uomo da letto, regia di Leon Capetanos (1970)
- Mio padre monsignore, regia di Antonio Raccioppi (1971)
- L'urlo di Chen terrorizza anche l'occidente, regia di Bruce Lee (1972)
- Donne sopra femmine sotto, regia di Boro Draskovic (1972)
- Mia moglie, un corpo per l'amore, regia di Mario Imperoli (1972)
- Valeria dentro e fuori, regia di Brunello Rondi (1972)
- Diario segreto da un carcere femminile, regia di Rino Di Silvestro (1973)
- L'isola delle demoniache, regia di Jean Rollin (1973)
- I racconti di Viterbury - Le più allegre storie del '300, regia di Mario Caiano (1973)
- Il tuo piacere è il mio, regia di Claudio Racca (1973)
- A pugni nudi, regia di Marcello Zeani (1974)
- Carambola, regia di Ferdinando Baldi (1974)
- La preda, regia di Domenico Paolella (1974)
- La pazienza ha un limite... noi no!, regia di Franco Ciferri (1974)
- I quattro dell'Apocalisse, regia di Lucio Fulci (1975)
- La peccatrice, regia di Pier Ludovico Pavoni (1975)
- Fantozzi, regia di Luciano Salce (1975)
- La fine dell'innocenza, regia di Massimo Dallamano (1975)
- Il cav. Costante Nicosia demoniaco ovvero: Dracula in Brianza, regia di Lucio Fulci (1975)
- Carambola, filotto...tutti in buca, regia di Ferdinando Baldi (1975)
- Amore vuol dir gelosia, regia di Mauro Severino (1975)
- Vai gorilla, regia di Tonino Valerii (1975)
- Febbre da cavallo, regia di Steno (1976)
- Geometra Prinetti selvaggiamente Osvaldo (La selvaggia), regia di Ferdinando Baldi (1976)
- Le avventure e gli amori di Scaramouche, regia di Enzo G. Castellari (1976)
- La portiera nuda, regia di Luigi Cozzi (1976)
- Roma l'altra faccia della violenza, regia di Marino Girolami (1976)
- Il secondo tragico Fantozzi, regia di Luciano Salce (1976)
- Storia di arcieri, pugni e occhi neri, regia di Tonino Ricci (1976)
- Tutti possono arricchire tranne i poveri, regia di Mauro Severino (1976)
- L'ultima volta, regia di Aldo Lado (1976)
- Delirio d'amore, regia di Tonino Ricci (1977)
- Ring, regia di Luigi Petrini (1977)
- Sette note in nero, regia di Lucio Fulci (1977)
- Operazione Kappa: sparate a vista, regia di Luigi Petrini (1977)
- Ritratto di borghesia in nero, regia di Tonino Cervi (1978)
- Dove vai in vacanza?, regia di Mauro Bolognini (1978)
- Rock'n'roll, regia di Vittorio De Sisti (1978)
- Sella d'argento, regia di Lucio Fulci (1978)
- White Pop Jesus, regia di Luigi Petrini (1980)
- Nontuttorosa, regia di Amanzio Todini - film TV (1987)
- Febbre da cavallo - La mandrakata, regia di Carlo Vanzina (2002)